# Dendropsophus bifurcus
Dendropsophus bifurcus é uma espécie de anfíbio da família Hylidae. Pode ser encontrada na Bolívia, Brasil, Peru, Equador e Colômbia.